# Хутірське (Богодухівський район)
Хутірське (до 18 лютого 2016 — Комсомолець) — село в Україні, у Краснокутській селищній громаді Богодухівського району Харківської області. Населення становить 22 осіб. До 2020 орган місцевого самоврядування — Рябоконівська сільська рада.

## Географія
Село знаходиться на відстані 2 км від річки Грузька. На відстані 2 км розташовані села Слобідка, Зубівка, Рябоконеве і Ковалівка. До села примикає лісовий масив.

## Історія
За радянських часів і до 2016 року село Хутірське носило назву Комсомолець.
12 червня 2020 року, розпорядженням Кабінету Міністрів України № 725-р «Про визначення адміністративних центрів та затвердження територій територіальних громад Харківської області», увійшло до складу Краснокутської селищної громади.
19 липня 2020 року, в результаті адміністративно-територіальної реформи та ліквідації Краснокутського району, село увійшло до складу Богодухівського району.